# Juan Carlos Quispe Ledesma
Juan Carlos Quispe Ledesma es un político peruano. Entre el 2019 y el 2022 ocupó el cargo de Alcalde provincial de Huancayo tras la vacancia de su antecesor Henry López Cantorín.  Desde el 22 de febrero del 2022 se encuentra prófugo de la justicia peruana que emitió una orden de detención preventiva en su contra en el marco de la investigación del caso "Los Tiranos del Centro".

## Biografía
Nació en la ciudad de Huancayo. Cursó sus estudios primarios en la institución educativa Domingo Faustino Sánchez de esa ciudad y los secundarios en el Politécnico Regional. En 1996 egresó como técnico motorista del Centro de Instrucción Técnica y Entrenamiento Naval - CITEN. Trabajó como técnico en la Marina de Guerra del Perú hasta el año 2011. Desde ese año regresó a Huancayo dedicándose a la mecánica automotriz.

## Trayectoria Política
En el año 2015 se inscribió en el Partido Político Nacional Perú Libre. Participó en las elecciones del 2014 como candidato a regidor provincial de Huancayo por el Movimiento Político Regional Perú Libre sin obtener representación. En las elecciones del 2018, volvió a ser candidato a primer regidor provincial (teniente alcalde) obteniendo la representación tras el triunfo de la lista en esas elecciones.
El 14 de agosto de 2019 se aprobó el Acuerdo de Consejo Municipal N° 112-2019-MPH/CM que aprobó declarar la suspensión de Henry López del cargo de alcalde de Huancayo y encargar la alcaldía, con eficiencia anticipada desde el 6 de agosto de 2019, al primer regidor Juan Carlos Quispe Ledesma
A pesar de esta situación, miembros del Consejo Municipal de Huancayo afirmaban que el exalcalde Henry López seguía ejerciendo el cargo en la clandestinidad. El 22 de febrero del 2022, el Ministerio Público allanó las oficinas de la Municipalidad Provincial de Huancayo en el marco de la investigación que se sigue contra la banda criminal "Los tiranos del centro" que estaría liderada por López e integrada por el alcalde en funciones Quispe Ledesma y que se dedicaba a cobrar cupos a comerciantes de la ciudad utilizando para ello a la Policía Municipal. Sobre estos funcionarios pende una resolución judicial de detención preliminar pero huyeron al haber sido alertados de este acto con anterioridad.
El 24 de febrero, Quispe Ledesma fue suspendido en su cargo de Alcalde Provincial de Huancayo por todo el tiempo que dure su mandato de detención. Esta decisión fue tomada por unanimidad por el consejo provincial quien decidió que el regidor Sandro Gustavo Véliz Soto sea el encargado de la alcaldía de esa ciudad. Quispe Ledesma fue detenido por la Policía Nacional del Perú el 4 de abril del 2022 luego de haber estado prófugo por dos meses.
Culminada su detención preliminar y a pesar de que continúa la investigación en su contra que lo sindica como cabecilla de la red criminal "Los Tiranos del Centro", Quispe Ledesma volvió a ocupar el cargo de Alcalde de Huancayo desde el 12 de abril. Asimismo, el 20 de abril del 2022 fue condecorado por el presidente Pedro Castillo en Palacio de Gobierno con el Premio Nacional “Sello Municipal Incluir para crecer: Gestión local para las personas”.